# Parafia Wniebowzięcia Najświętszej Maryi Panny w Górach
Parafia pw. Wniebowzięcia Najświętszej Maryi Panny w Górach – parafia rzymskokatolicka w Górach (diecezja kielecka, dekanat pińczowski). Mieści się pod numerem 108. Duszpasterstwo w niej prowadzą księża diecezjalni. Od 2024 roku proboszczem parafii jest ks. Edward Kuzka.

## Historia parafii
Źródło: strona internetowa parafii

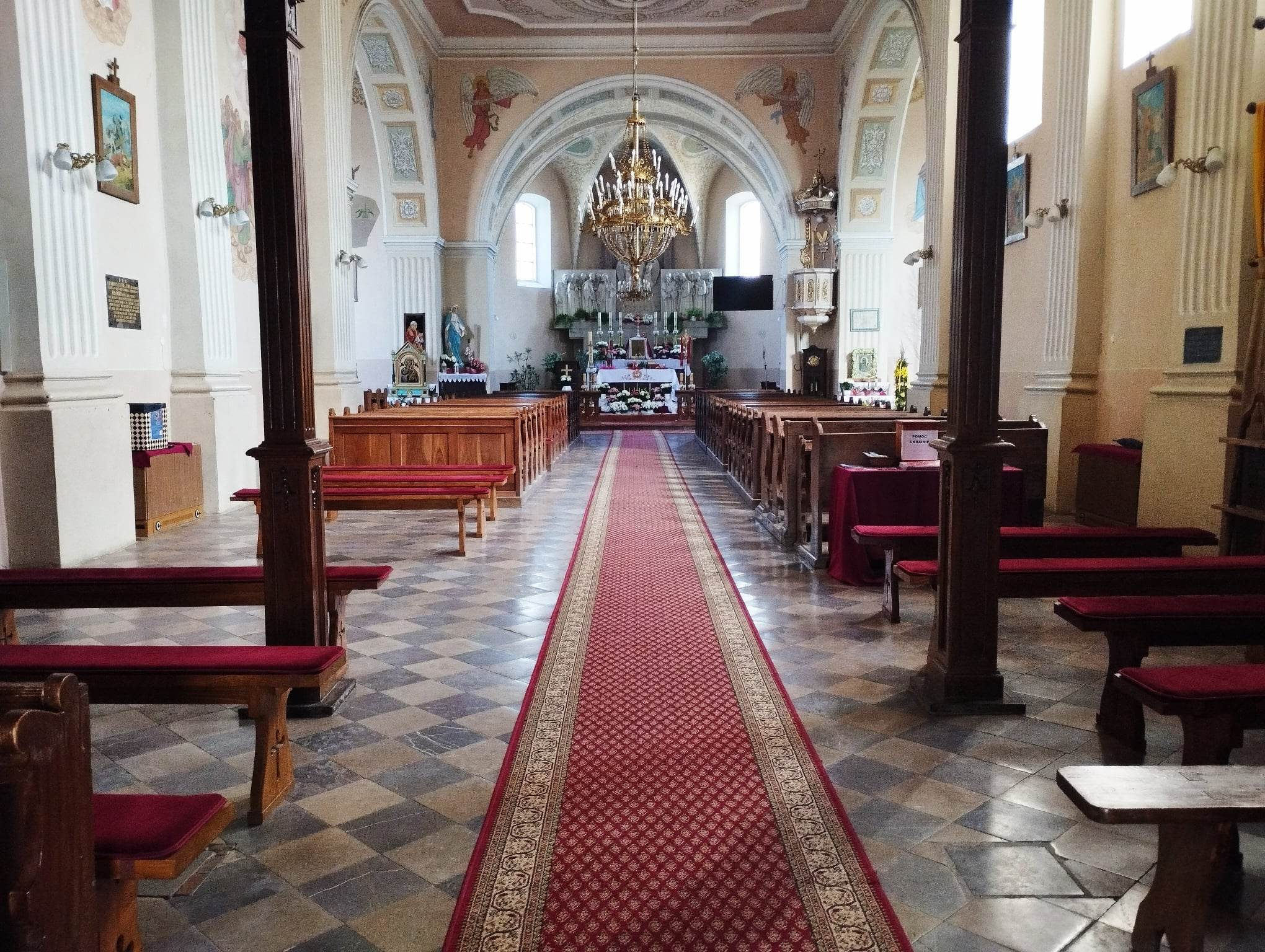
Wnętrze kościoła w Górach

Pierwsza wzmianka o parafii pochodzi z 1440 r. Nie wiadomo, w którym roku wybudowano Kościół murowany, jednak według dokumentów wynika, że w 1663 r. w Górach stał murowany kościół kalwiński, w którym ostatnim ariańskim ministrem był Tomasz Petrosklinus, z pochodzenia Czech. W tym czasie wiele kościołów na Ponidziu i w południowej części obecnych granic diecezji kieleckiej zostało przejętych przez protestantów. Konsekracja świątyni odbyła się w 1699 roku. 
W 1829 r. Ignacy Dębiński, łowczy województwa krakowskiego, dziedzic Gór i Polichna, kazał odrestaurować kościół, przy którym postawił budynki gospodarcze i plebanię. Inwestycje te były potrzebne, bowiem w czasie wojny w 1794 r. kościół wraz z okolicznymi budynkami został spalony. W 1888 r. konsekrował go bp Tomasz Kuliński. 
W 1911 r. ówczesny proboszcz ks. Szymon Skurczyński podjął decyzję o rozbudowie małego kościoła. Rok później wybudowano główne mury świątyni, a w 1913 r. kościół został pokryty blachą. 
Polichromię wykonano w 1986 r., a elewację zewnętrzną kościoła odnowiono w 1994 r. Na terenie parafii znajduje się również kaplica cmentarna zbudowana w 1839 r. oraz kaplica w Węchadłowie Najświętszego Serca Pana Jezusa, oddana do użytku w 1994 r.

## Zasięg parafii
Do parafii w Górach należą wierni z miejscowości:

- Góry,
- Bujnówka,
- Karolów,
- Kołków,
- Podgórze,
- Polichno,
- Sadek,
- Sadkówka,
- Tomaszów,
- Węchadłów,
- Zagajów.

## Wspólnoty parafialne
W parafii działają następujące wspólnoty:

- Parafialna Rada Duszpasterstwa,
- Róże Żywego Różańca,
- Grono Przyjaciół Seminarium,
- Liturgiczna Służba Ołtarza,
- Ministrancka Liga Piłkarska.

## Proboszczowie
Źródło:

- ks. Wincenty Soczawa (1939–1947)
- ks. Jan Cygan (1947–1961)
- ks. Grzegorz Adamiec (1961–1965)
- ks. Antoni Michoński (1965–1979)
- ks. Władysław Jakubek (1979–1984)
- ks. Romuald Wróbel (1984–2004)
- ks. Zygmunt Sawicki (2004–2014)
- ks. Bogdan Szymkiewicz (2014–2024)
- ks. Edward Kuzka (od 2024)

## Inne informacje
- Księgi metrykalne: ochrzczonych (od 1883 r.), zaślubionych (od 1918 r.), zmarłych (od 1898 r.)[4],
- Kronika parafialna zdekompletowana[4],
- Na cmentarzu parafialnym znajduje się klasycystyczna kaplica  cmentarna Dembińskich z 1839 r. Obok kaplicy znajduje się nagrobek krewnych pisarza Adolfa Dygasińskiego[5].